# Tomoví
Tomoví és una masia del municipi d'Albinyana (Baix Penedès), situada a prop de la riera de la Bisbal o riera de Tomoví. La primera documentació del castell de Tomoví és del 938 i com a castell termenat del 1202.
A l'indret, pròxim a la riera de la Bisbal, s'hi han localitzat restes d'una rajoleria i de la producció ceràmica de l'època romana.
A prop, encara en terme d'Albinyana, hi ha la finca propietat de l'Ajuntament del Vendrell on existeixen diversos pous d'on s'extreu aigua. Aquesta zona ha tingut una gran importància per als habitants del Vendrell, ja que l'aigua dels seus pous és la que nodreix el municipi. A la mateixa finca existeix una zona d'esbarjo, des de 1995, que es va equipar amb diverses instal·lacions i serveis.